# اورینتال بنک
اورینتال بنک (انگلیسی: Oriental Bank) شرکت خدمات مالی و بانکداری هندی است، که در سال ۱۹۴۳ تأسیس شد.